# Matthieu Marais
Matthieu Marais (Parigi, 1664 – Parigi, 21 giugno 1737) è stato un giurista e scrittore francese.
Avvocato al Parlamento di Parigi, fu uno dei luminari dei suoi tempi. Amico di Pierre Bayle e di Henri de Boulainvilliers, collaborò nella redazione del Dictionnaire Historique, e scrisse gli articoli su "Enrico III", "Enrico, duca di Guisa", "Margherita, regina di Navarra", etc.  Frequentò il presidente Jean Bouhier, mantenendo con questo un'interessante corrispondenza, pubblicata nel Journal de Paris dal 1721 al 1727. Scrisse inoltre (per il "Mercure") riguardo alla critica fatta da Madame de Lambert al Panegirico di Traiano tradotto da Sacy.
Chardon de la Rochette scoprì uno scritto postumo di Matthieu Marais: Historie de la Vie et des Ouvrages de M. de la Fontaine; Parigi, 1811, in -12 et in -18 ("Storia della vita e delle opere di M. de la Fontaine"). Marais è inoltre autore di  Memoires intéressants sur les premieres années du règne de Louis XV, pubblicato negli stessi anni.